# Kathedrale der Heiligen Konstantin und Helena

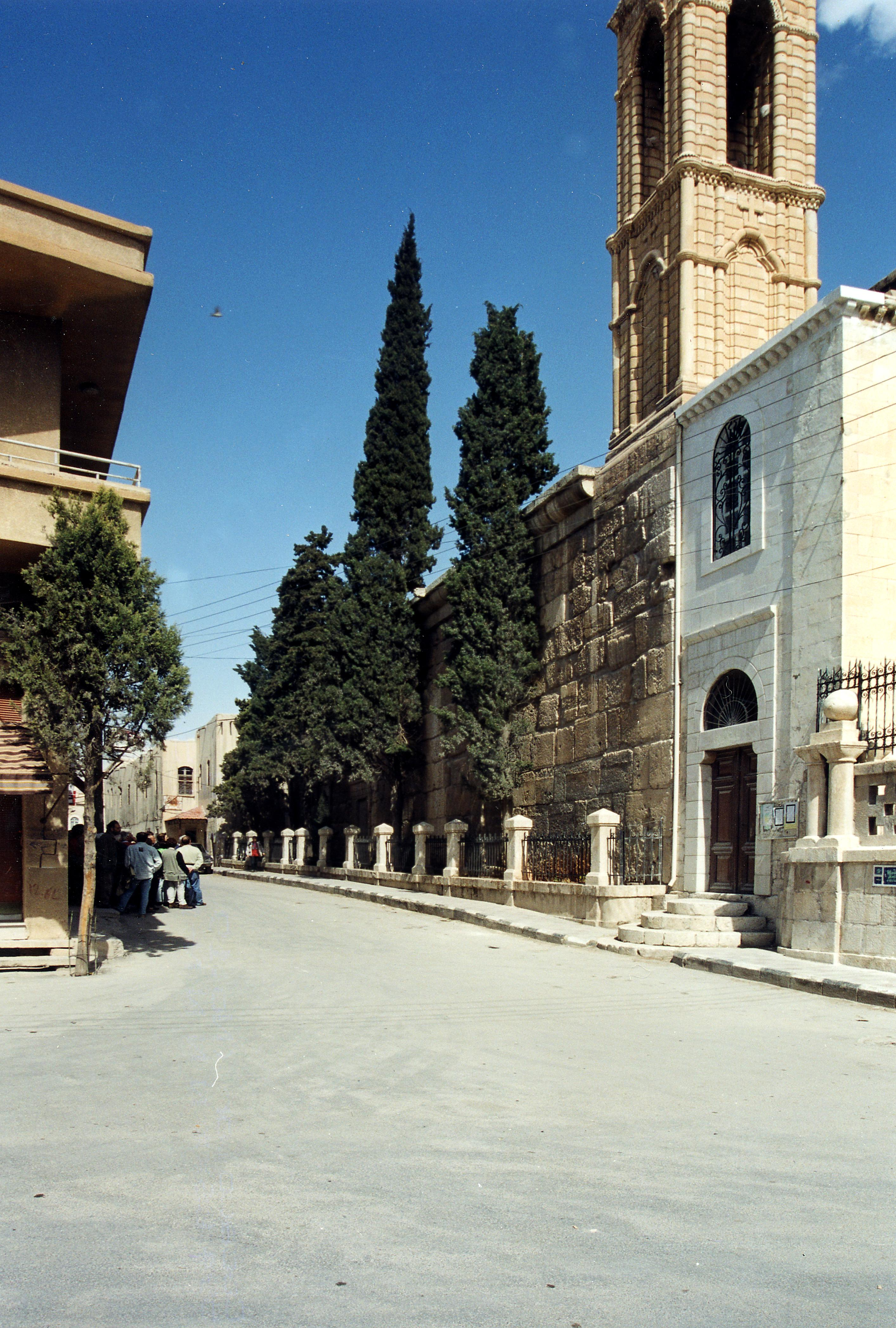
Straßenansicht der Kirche, 2002

Die Kathedrale der Heiligen Konstantin und Helena (arabisch كاتدرائية القديسين قسطنطين وهيلانة) ist die Kathedrale der melkitischen griechisch-katholischen Kirche in Yabrud in Syrien. Sie gehört seit 1849 zur Erzeparchie Homs, hat aber bis heute den Status einer Kathedrale. Teile des Gebäudes stammen aus vorchristlicher Zeit. Im Bürgerkrieg in Syrien wurde die Kirche beschädigt.

## Geschichte
In vorchristlicher Zeit befand sich an der Stelle der Kirche ein heidnischer aramäischer Tempel, der dem Gott Baal Schamin, dem Sonnengott, gewidmet war. Nach der Eroberung Syriens durch die Römer 64 v. Chr. wurde das Gebäude umgebaut und in einen Jupiter-Tempel umgewandelt. Im 4. Jahrhundert wurde der Tempel zu einer christlichen Kirche und dem Kaiser Konstantin und seiner Mutter Helena gewidmet, die im Jahre 326 unter einem Venustempel in Jerusalem das Wahre Kreuz Jesu Christi gefunden hatte. Die Kirche überstand die islamische Eroberung. 1260 wurde der Eingangsbereich des Gebäudes durch Beschuss mit Katapulten der Armee des Mamluken-Sultans Baibars I. zerstört. Unter Baibars Herrschaft wurde die Kirche geschlossen und ihre weitere Verwendung untersagt. So verfiel die Kirche über die Jahrhunderte. Erst nach dem Einmarsch Ibrahim Paschas von Ägypten in Syrien 1832 änderte sich dies. Den melkitischen Christen in Yabrud wurde gestattet, die alte Kirche wieder herzurichten und zu nutzen, und so konnte sie 1840 wieder eröffnet werden.
1990 errichteten die Melkiten am nordöstlichen Rand von Yabrud eine zweite, größere Kirche, die Frauenkirche Yabrud, im modernen Stil über den Resten einer alten, im 13. Jahrhundert zerstörten Kirche.
Im Bürgerkrieg in Syrien wurde die Kathedrale Konstantin und Helena Ende 2013 durch Beschuss mit Panzern beschädigt.

## Architektur und Ausstattung
Die melkitische Kathedrale von Yabrud ist eine Basilika, hat also ein geräumiges, von Säulen und großen Bögen getragenes Kirchenschiff und beiderseits jeweils ein kleineres Seitenschiff. Die mittlere Decke ruht auf den Obergaden mit ihren erhöhten Bögen. Am südwestlichen Ende der Kirche befindet sich der Glockenturm mit einem quadratischen Querschnitt und am nordöstlichen Ende sie Apsis mit dem Altar. Die Steine des alten Tempels wurden aus den felsigen Bergen rund um Yabrud gehauen. Die untersten Bereiche der Mauern sind fester gefügt und stammen offenbar als solche aus der ältesten Zeit. In oberen Bereichen des Gebäudes wurden alte Steine für die Mauern wieder verwendet. Der melkitische Priester und Kirchenbauexperte Mitri Haji Athanasio kritisiert, dass einige Restaurierungen seit 1840 mangelhaft durchgeführt worden seien, da einige der ursprünglichen Steine nicht an ihrer ursprünglichen Stelle platziert wurden.
Der Haupteingang befindet sich am südwestlichen Ende der Kirche rechts vom Glockenturm. Über der niedrigen, rechteckigen, zweiflügeligen Eingangstür aus Holz ist ein halbkreisförmiges Fenster und ein Stück darüber noch einmal ein Rundbogenfenster. Eine weitere Tür befindet sich in der nordwestlichen Ecke. An ihr sind auf einer Schnitzerei ein Kelch für die Eucharistie, umgeben von Weizenähren und Weintrauben, das Heilige Kreuz, die Dornenkrone Jesu Christi, die drei Nägel und weitere Leidenswerkzeuge der Kreuzigung Christi dargestellt, ebenso das Jahr der Erneuerung 1927.
Der Stein des Altars stammt laut Athanasio aus heidnischer Zeit, denn er besitzt eine Rinne, durch die Blut der Opfertiere in einen Brunnen floss. Der Altarstein befindet sich neben der Wand der Glockenkuppel, während der Brunnen das Wasser zum Taufen enthält. Die hölzerne Kanzel der Kirche steht auf einer Säule mit einer Wendeltreppe mit Handläufen aus Holz und elf alten Ikonen. Über drei Stufen gelangt man zur Ikonostase, die neun große Türen mit Ikonen aufweist, davon eine mit Konstantin und Helena ist. In der Kirche gibt es zahlreiche alte Ikonen aus dem 18. und dem 19. Jahrhundert.

## Bistum und Bischof
Die griechisch-katholische Kathedrale von Yabrud ist Konkathedrale der Kathedrale Maria Königin des Friedens der Griechisch-Melkitschen Erzeparchie Homs, in einer erweiterten Namensform Erzeparchie Homs-Hama-Yabrud (Archidioecesis Hemesena-Epiphaniensis-Iabrudensis Graecorum Melkitarum). Das ehemalige Erzbistum Yabrud (Archidioecesis Iabrudensis Graecorum Melkitarum) ging am 4. März 1849 in der vergrößerten Erzeparchie auf. Eparch ist seit dem 23. Juni 2012 der 1952 geborene Erzbischof Jean-Abdo Arbach.